# Battement
Battement eller Battemang är inom fäktningen ett slag mot motståndarens värja för slå den i sidled för att försvåra parerandet inför ett följande anfall. Inom musiken är battement en drillartad upprepad växling av huvudtonen och lila undersekunden, börjande med den senar samt inom balett en övningsrörelse med ena benet, som hålls svävande i luften.